# Йохан Дитрих фон Геминген (1744 – 1805)
Йохан Дитрих фон Геминген-Гутенберг-Фюрфелд (на немски: Freiherr Johann Dietrich von Gemmingen-Guttenberg-Fürfeld; * 20 май 1744 в замък Гутенберг; † 11 януари 1805 в Щутгарт) е фрайхер от род Геминген в Баден-Вюртемберг, господар на Гутенберг (в Хасмерсхайм) и Фюрфелд (в Рапенау), херцогски-вюртембергски полковник и камерхер и поема след брат си 1786 г. воденето на род Геминген-Фюрфелд. Той става родител на „Щутгартския под-клон“ на благородническия род Геминген.
Той е вторият син на Буркард Дитрих фон Геминген (1703 – 1749) и съпругата му Шарлота Катарина София Франциска Зенфт фон Зулбург (ок. 1704 – 1749), дъщеря на Филип Хайнрих Фридрих Зенфт фон Зулбург (1667 – 1720) и фрайин Мария Клара Бенигна фон Берлихинген (1673 – 1704). Внук е на Йохан Дитрих фон Геминген (1675 – 1757) и Кристина Юлиана Албертина Хофер фон Лобенщайн (1675 – 1718).
По-големият му брат Йохан Филип Дитрих фон Геминген-Фюрфелд (1729 – 1785) получава наследството на дядо им Йохан Дитрих фон Геминген (1676 – 1757), който има финансови затруднения и започва 1707 г. да залага и 1750 г. да продава собственостите си.
Като млад Йохан Дитрих фон Геминген започва военна служба във Вюртемберг. През 1760 г. той е знаменосец в регимента на драгоните от Рьодер и 1765 г. лейтенант с хауптман-патент. През 1769 г. той е щаб-ритмайстер, 1775 г. ритмайстер при конската гарда и бригадир при „Гарде Нобле“, в която напълно влиза 1776 г. През 1788 г. той като ритмайстер „а ла суите“ е в генералния щаб. През 1790 г. той е повишен в херцогския генерал-щаб на истински главен вахтмайстер в „Корпс Ландмилиц“ и на шеф на гражданските доброволци в Щутгарт. През 1796 г. той се пенсионира. Получава орден за военни заслуги.
През 1786 г. Йохан Дитрих фон Геминген поема ръководството на фамилията Геминген-Фюрфелд едва след премахването на задължителното управление и смъртта на брат му Йохан Филип Дитрих (1729 – 1785)

## Фамилия
Йохан Дитрих фон Геминген-Гутенберг-Фюрфелд се жени 1767 г. вер. в Лудвигсбург с Фридерика фон Бьонингхаузен (* 5 март 1744, Клайнгартах до Бракенхайм; † 4 май 1806, Щутгарт), дъщеря на Фрац Каспар Гауденц фон Бьонингхаузен и Фридерика Луиза фон Нойброн. Те имат децата:
- Луиза (1769 – 1798), омъжена с Ернст фон Гьорлитц
- Шарлота Франциска (* 17 юли 1770, Лудвигсбург; † 8 април 1814, Щутгарт), омъжена на 14 май 1791 г. в Щутгарт с Август Вилхелм фон Геминген (* 18 август 1738, Карлсруе; † 27 февруари 1795, Щутгарт)
- Карл Лудвиг Дитрих (* 14 юли 1772, Лудвигсбург; † 4 октомври 1825, Ройтлинген), женен на 28 май 1802 г. в Леренщайнфелд с фрайин Хенриета фон Берлихинген (* 1780/ 26 юли 1782, Ягстхаузен; † 2 ноември 1862, Щутгарт)
- Жанета Албертина Августа (1774 – 1803)
- Лудвиг Карл Франц Дитрих (* 24 август 1776, Лудвигсбург; † 19 юли 1854, Щутгарт), женен на 24 ноември 1808 г. в Кирххайм и Тек с фрайин Каролина Франциска фон Щетен (* 3 март 1791, Хоеннойфен; † 13 юли 1856, Щутгарт)